# Bilge Olgaç
Bilge Olgaç est une scénariste et réalisatrice turque née à Vize le 14 janvier 1940 et décédée le 3 mars 1994 à Beyoğlu.

## Biographie
Bilge Olgaç est née à Vize, Kırklareli, le 10 janvier 1940. Au sein d'une famille de six enfants, son enfance est marquée par les difficultés financières. Après avoir arrêté ses études, elle épouse Vecdi Bender un journaliste et directeur de production.
Alors qu'elle écrit des nouvelles pour le magazine Yelpaz, Bender la présente au cinéaste Memduh Ün qui va porter à l'écran l'une de ses histoires. Elle va devenir son assistante sur cinq films,.
En 1965, elle réalise son premier film Üçünüze de Mıhlarım. Elle devient alors la seule réalisatrice de cinéma en Turquie à cette période.
En 1970, elle réalise Linç, qui va la faire remarquer et lui valoir de nombreux prix. Sa carrière cinématographique est en pause entre 1975 et 1984, réalisant alors des films publicitaires et des romans-photos. En 1984, elle revient au cinéma avec Kaşık Düşmanı (La Chambre de mariage), qui remportera le Grand prix du festival international du film de femmes de Créteil. La même année, elle réalise également Yavrularım, qui connaît un grand succès.
En 1987, elle réalise une série télévisée Elif Ana-Ayşe Kız.
En 1994, elle décède tragiquement lors d'un incendie de sa maison à l'âge de 54 ans. Elle aura réalisé 37 films.

## Filmographie (réalisatrice)
- 1965 : Kanli bugday (avec Ferit Ceylan)
- 1965 : Üçünüzü de mihlarim
- 1965 : Krallar Krali
- 1965 : Babasiz yasayamam
- 1965 : Sokaklar yaniyor (avec Semih Evin)
- 1966 : Nikahsizlar (également scénariste)
- 1966 : Zorlu düsman (avec Natuk Baytan et Remzi A. Jöntürk, également co-scénariste)
- 1967 : Garibaniz abiler
- 1967 : Kanunsuz toprak (également scénariste)
- 1967 : Silahsiz dövüselim (également scénariste)
- 1968 : Dertli gönlüm (également scénariste)
- 1968 : Öksüz (également scénariste)
- 1969 : Kanli safak (également scénariste)
- 1970 : Linç: Arap Kadir (également co-scénariste)
- 1970 : Merhamet (également scénariste)
- 1970 : Iki Ask Arasinda (également scénariste)
- 1971 : Yaban Ali (également scénariste)
- 1971 : Üçünüze Bir Mezar (également scénariste)
- 1971 : Kara Gün (également scénariste)
- 1972 : Savulun Geliyorum (également scénariste)
- 1972 : Kanli Öç (également scénariste)
- 1974 : Bacim (également scénariste)
- 1974 : Açlik (également scénariste)
- 1974 : Tanri Sevenleri Korur
- 1975 : Söhret Budalasi (également co-scénariste)
- 1975 : Bir Gün Mutlaka
- 1984 : Yavrularim
- 1985 : La Chambre de mariage (Kasik Düsmani, également scénariste)
- 1985 : Gülüsan (également scénariste)
- 1986 : Üç Halka Yirmibes (également co-scénariste)
- 1987 : Ipekçe (également scénariste)
- 1988 : Kizin Adi Fatma (également co-scénariste)
- 1990 : Gömlek (également scénariste)
- 1990 : Yarin Cumartesi (également scénariste)
- 1990 : Askin Kesisme Noktasi (également scénariste)
- 1991 : Umut Hep Vardi (également scénariste)
- 1992 : Kursun Adres Sormaz (également co-scénariste)
- 1994 : Bir Yanimiz Bahar Bahçe (également scénariste)